# Кызылкум (футбольный клуб)
«Кызылку́м» (узб. «Qizilqum» futbol klubi) — узбекистанский футбольный клуб до 2013 года представлявший город Зарафшан Навоийской области. С 2013 года представляет город Навои, который является административным центром Навоийской области.
С 2000 года непрерывно выступает в Суперлиге Узбекистана. В сезоне-2022 занял 5-е место среди 14 клубов.
Является собственностью АО Навоийского горно-металлургического комбината (АО "НГМК") (данное предприятие является главным спонсором клуба).

## Названия
| Годы           | Название   |
| -------------- | ---------- |
| 1975-1980      | «Прогресс» |
| 1981           | «Зарафшан» |
| 1982-1994      | «Прогресс» |
| 1994-I.1995    | «Кызылкум» |
| II.1995-I.1997 | «Прогресс» |
| II.1997-н. в.  | «Кызылкум» |

## История
Клуб был основан в 1975 году руководством Навоийского горно-металлургического комбината под названием «Прогресс». Тогда команда имела статус любительского клуба.
Создание «Прогресса» произошло через 2 года после основания нового города Зарафшан, которому предстояло стать одним из крупнейших золотодобывающих центров не только Узбекской ССР, но и всего СССР.
В 1973 году, через год после присвоения Зарафшану статуса города, началось строительство стадиона для команды, вмещающего 5000 зрителей. В 1974 году строительство стадиона завершилось, и он также получил название «Прогресс».
В 1975 году «Прогресс» впервые в своей истории участвовал в первенстве Бухарской области (тогда территория Навоийского вилоята входила в её состав).
В сезоне-1975 «Прогресс» занял 2-е место в первенстве Бухарской области и получил право участвовать в чемпионате Узбекской ССР среди КФК.
В дебютном для «золотоискателей» первенстве республики-1976 клуб занял 11-е место из 17 команд, а полузащитник Юрий Гончаров вошёл в список 33 лучших футболистов турнира. Первый матч был сыгран 25 апреля против "Шахриханца" (Андижанская область).
В последующие годы «Прогресс» выступал в различных лигах Узбекской ССР, так и не сумев выйти на уровень Второй низшей лиги чемпионата СССР.
В течение сезона-1981 клуб носил название «Зарафшан», но уже в 1982 году вернулся к первоначальному наименованию.
После распада СССР, начиная с сезона-1992, «Прогресс» стал участвовать в Первой лиге чемпионата Узбекистана.
В дебютном сезоне в Первой лиге «Прогресс» занял 13-е место из 16 команд. В конце 1994 года клуб был переименован в «Кызылкум» в честь крупной пустыни, которая в Средней Азии занимает большую площадь на территории Узбекистана (в том числе в Навоийском вилояте) и Казахстана.
Со 2-й половины сезона-1995 и до середины 1997 года он снова выступал под названием «Прогресс», а со 2-й половины года клуб окончательно был переименован в «Кызылкум».
Зарафшанцы выступали в Первой лиге по 1999 год и заняли тогда 3-е место. В связи с расширением Высшей лиги до 20 команд были включены в Высшую лигу чемпионата Узбекистана.
В дебютном для себя сезоне в Высшей лиге «Кызылкум» финишировал на 11-м месте (среди 20 участвовавших команд). В 2002 году он завоевал бронзовые медали, и это достижение остаётся наивысшим в истории клуба.
В настоящее время «Кызылкум» является одним из середняков Высшей лиги чемпионата Узбекистана.

## Достижения
- Бронзовый призёр Высшей лиги (2002).
- Бронзовый призёр Первой лиги (1996, 1999).

## Статистика выступлений в чемпионатах Узбекистана
| \| Сезон \| Лига \| Место \| \| 1992 \| Первая лига \| 13 \| \| 1993 \| Первая лига \| 14 \| \| 1994 \| Первая лига \| 6 \| \| 1995 \| Первая лига \| 5 \| \| 1996 \| Первая лига \| 3 \| \| 1997 \| Первая лига \| 4 \| \| 1998 \| Первая лига \| 7 \| \| 1999 \| Первая лига \| 3 \| \| 2000 \| Высшая лига/ Суперлига \| 11 \| \| 2001 \| Высшая лига/ Суперлига \| 6 \| \| 2002 \| Высшая лига/ Суперлига \| 3 \| \| 2003 \| Высшая лига/ Суперлига \| 5 \| \| 2004 \| Высшая лига/ Суперлига \| 11 \| \| 2005 \| Высшая лига/ Суперлига \| 7 \| \| 2006 \| Высшая лига/ Суперлига \| 6 \| \| 2007 \| Высшая лига/ Суперлига \| 7 \| \| 2008 \| Высшая лига/ Суперлига \| 14 \| \| 2009 \| Высшая лига/ Суперлига \| 11 \| \| 2010 \| Высшая лига/ Суперлига \| 8 \| \| 2011 \| Высшая лига/ Суперлига \| 13 \| \| 2012 \| Высшая лига/ Суперлига \| 11 \| \| 2013 \| Высшая лига/ Суперлига \| 12 \| \| 2014 \| Высшая лига/ Суперлига \| 11 \| \| 2015 \| Высшая лига/ Суперлига \| 10 \| \| 2016 \| Высшая лига/ Суперлига \| 6 \| \| 2017 \| Высшая лига/ Суперлига \| 11 \| \| 2018 \| Высшая лига/ Суперлига \| 8 \| \| 2019 \| Высшая лига/ Суперлига \| 13 \| \| 2020 \| Высшая лига/ Суперлига \| 11 \| \| 2021 \| Высшая лига/ Суперлига \| 9 \| \| 2022 \| Высшая лига/ Суперлига \| 5 \| |                        |       |
| Сезон | Лига                   | Место |
| 1992 | Первая лига            | 13    |
| 1993 | Первая лига            | 14    |
| 1994 | Первая лига            | 6     |
| 1995 | Первая лига            | 5     |
| 1996 | Первая лига            | 3     |
| 1997 | Первая лига            | 4     |
| 1998 | Первая лига            | 7     |
| 1999 | Первая лига            | 3     |
| 2000 | Высшая лига/ Суперлига | 11    |
| 2001 | Высшая лига/ Суперлига | 6     |
| 2002 | Высшая лига/ Суперлига | 3     |
| 2003 | Высшая лига/ Суперлига | 5     |
| 2004 | Высшая лига/ Суперлига | 11    |
| 2005 | Высшая лига/ Суперлига | 7     |
| 2006 | Высшая лига/ Суперлига | 6     |
| 2007 | Высшая лига/ Суперлига | 7     |
| 2008 | Высшая лига/ Суперлига | 14    |
| 2009 | Высшая лига/ Суперлига | 11    |
| 2010 | Высшая лига/ Суперлига | 8     |
| 2011 | Высшая лига/ Суперлига | 13    |
| 2012 | Высшая лига/ Суперлига | 11    |
| 2013 | Высшая лига/ Суперлига | 12    |
| 2014 | Высшая лига/ Суперлига | 11    |
| 2015 | Высшая лига/ Суперлига | 10    |
| 2016 | Высшая лига/ Суперлига | 6     |
| 2017 | Высшая лига/ Суперлига | 11    |
| 2018 | Высшая лига/ Суперлига | 8     |
| 2019 | Высшая лига/ Суперлига | 13    |
| 2020 | Высшая лига/ Суперлига | 11    |
| 2021 | Высшая лига/ Суперлига | 9     |
| 2022 | Высшая лига/ Суперлига | 5     |

## Стадион
Ныне «Кызылкум» проводит свои домашние матчи в основном на стадионе «Ёшлик», который находится в городе Навои и вмещает 10 000 зрителей.
Также некоторые матчи клуб проводит на зарафшанском стадионе «Прогресс» (5000 зрителей), который до недавнего времени являлся основной домашней ареной.

## Главные тренеры
| Годы       | Главный тренер                       |
| ---------- | ------------------------------------ |
| 1967-1993  | нет данных                           |
| 1994-1995  | Ислам Ахмедов                        |
| 1996       | Андрей Павловский                    |
| 1997-1999  | Ембулатов Ринат, Десятчиков Владимир |
| 2000-2002  | Сергей Шевченко                      |
| 2003       | Мирсадыков Рустамт                   |
| 2004       | Сергей Шевченко                      |
| 2005-2007  | Игорь Шквырин                        |
| 2008-2010  | Рустам Забиров                       |
| 2011       | Марат Кабаев                         |
| 2012-2013  | Равшан Хайдаров                      |
| 2013-2017  | Юрий Лукин                           |
| 2018-2020  | Хамиджон Актамов                     |
| 2020       | Тачмурад Агамурадов                  |
| 2020-2021  | Хамиджон Актамов                     |
| 2022       | Никола Лазаревич                     |
| 2023       | Асрор Аликулов                       |
| 2023-2024  | Жамшид Саидов                        |
| 2025-н. в. | Никола Лазаревич                     |